# 土方雄重
土方 雄重（ひじかた かつしげ）は、江戸時代前期の武将・大名。下総国多古藩（田子藩）2代藩主、のち陸奥国窪田藩初代藩主。官位は従五位下・掃部頭。

## 略歴
土方雄久の次男。2代将軍・徳川秀忠の小姓を勤めていた。
慶長13年（1608年）、父が死去すると家督は長兄・雄氏が継いだが、既に伊勢国菰野の大名として独立していたため、父の旧領の下総田子1万5000石は雄重が継ぐこととなった。慶長19年（1614年）からの大坂の陣では酒井忠世の軍に属して功を挙げた。その功績により、陸奥国菊多郡1万石、能登国内に1万石の合計2万石の所領に加増移封され、窪田藩初代藩主となった。
寛永3年（1626年）、徳川家光の上洛に従った。寛永5年（1628年）12月、37歳で死去した。家督を長男・雄次が継いだ。

## 系譜
- 父：土方雄久（1553-1608）
- 母：不詳
- 正室：内藤政長の娘
  - 長男：土方雄次（1611-1680）
- 生母不明の子女
  - 女子：那須資重正室
  - 女子：九鬼隆季正室